# Буштерле
Буштерле (Бушторле) — река в России, протекает в Татарстане и Чувашии. Правый приток реки Бездна.
Высота устья — 143 м над уровнем моря. Уклон реки — 4,5 м/км.

## Описание
Длина реки 15 км, площадь водосбора 70,3 км². Исток в поле в 3 км к северо-западу от деревни Старые Ишли Дрожжановского района РТ. От истока течёт к селу и поворачивает на юго-запад. Протекает через населённые пункты Чувашские Ишли и Матаки к селу Мочалей. От села течёт на северо-запад, принимает основной приток (правый), поворачивает на юго-запад и впадает в Бездну на территории Шемуршинского района ЧР.
Русло извилистое, до села Чув. Ишли течение проходит по балке. Имеются пруды у истока и в селе Ст. Ишли. В половодье река разливается, подтопляя село Мочалей.
В бассейне реки также расположено село Шланга. Общая численность населения в бассейне составляет около 2,0 тысячи человек (2017).

## Данные водного реестра
По данным государственного водного реестра России относится к Верхневолжскому бассейновому округу, водохозяйственный участок реки — Сура от Сурского гидроузла и до устья реки Алатырь, речной подбассейн реки — Сура. Речной бассейн реки — (Верхняя) Волга до Куйбышевского водохранилища (без бассейна Оки).
Код водного объекта в государственном водном реестре — 08010500312110000037668.